# Flevopolder
Il Flevopolder è un polder e un'isola artificiale nella provincia del Flevoland nei Paesi Bassi. L'isola è la più grande dei Paesi Bassi e la più grande isola artificiale mai creata dall'uomo.

## Geografia
L'isola è circondata dalle acque interne dell'IJsselmeer, del Markermeer e dei più piccoli laghi di confine (in olandese Randmeren) Ketelmeer, Vossemeer, Drontermeer, Veluwemeer, Wolderwijd, Nuldernauw, Nijkerkernauw, Eemmeer, Gooimeer e IJmeer. Costituente, insieme alle municipalità di Noordoostpolder e Urk, la provincia del Flevoland, di questa ne è la parte più estesa e popolosa. Le città principali sono Almere e Lelystad, seguite, per numero di abitanti, da Dronten e Zeewolde.

## Storia
L'inizio della creazione del polder risale al 1924 con la costruzione della diga Amsteldiep, che collegava l'Olanda Settentrionale con l'isola di Wieringen. Successivamente, nel 1932, venne completata l'Afsluitdijk che collegava Wieringen con la Frisia, separando definitivamente lo Zuiderzee dal Mare del Nord e venendo a creare quello che sarebbe stato chiamato IJsselmeer.
Il primo polder ad essere prosciugato fu il Noordoostpolder che collegò nel 1942 le isole di Urk e Schokland alla terraferma. Successivamente vennero prosciugati i due polder che vennero a creare l'isola, il polder orientale, completato nel 1957 e il polder meridionale, completato nel 1968.

## Nome
Il nome dell'isola, come quello di tutta la provincia, derivano dal nome dello scomparso lago Flevo, esistito dall'epoca romana al pieno Medioevo nella stessa area.